# Campionati europei di atletica leggera 2012 - Lancio del disco femminile
La gara del lancio del disco femminile si è tenuta il 30 giugno ed il 1º luglio.

## Risultati

### Qualificazioni
In finale va chi supera i 61,00 m o rientra tra i primi 12.
| Pos | Gruppo | Atleta               | Nazione       | #1    | #2    | #3    | Misura | Note |
| --- | ------ | -------------------- | ------------- | ----- | ----- | ----- | ------ | ---- |
| 1   | A      | Nadine Müller        | Germania      | 64.49 |       |       | 64.49  | Q    |
| 2   | B      | Sandra Perković      | Croazia       | x     | 62.01 |       | 62.01  | Q    |
| 3   | B      | Mélina Robert-Michon | Francia       | 57.84 | 60.69 | 61.86 | 61.86  | Q    |
| 4   | B      | Dragana Tomašević    | Serbia        | 56.48 | 59.04 | 61.65 | 61.65  | Q    |
| 5   | B      | Anna Rüh             | Germania      | 55.90 | 58.42 | 60.73 | 60.73  | q    |
| 6   | B      | Julia Fischer        | Germania      | 59.05 | 59.95 | 59.72 | 59.95  | q    |
| 7   | A      | Natalya Semenova     | Ucraina       | x     | 59.59 | 57.42 | 59.59  | q    |
| 8   | A      | Joanna Wiśniewska    | Polonia       | 56.39 | 57.54 | x     | 57.54  | q    |
| 9   | B      | Natalia Artîc        | Moldavia      | 49.48 | 57.42 | x     | 57.42  | q    |
| 10  | B      | Monique Jansen       | Paesi Bassi   | 57.12 | x     | 56.43 | 57.12  | q    |
| 11  | A      | Věra Cechlová        | Rep. Ceca     | 57.52 | 57.18 | 56.21 | 57.52  | q    |
| 12  | A      | Tamara Apostolico    | Italia        | 55.64 | 56.95 | 53.29 | 56.95  | q    |
| 13  | B      | Eliška Staňková      | Rep. Ceca     | 55.22 | x     | x     | 55.22  |      |
| 14  | A      | Dilek Esmer          | Turchia       | 53.94 | 55.11 | 55.00 | 55.11  |      |
| 15  | B      | Laura Bordignon      | Italia        | 49.56 | 52.07 | 55.11 | 55.11  |      |
| 16  | B      | Kateryna Karsak      | Ucraina       | x     | 54.32 | x     | 54.32  |      |
| 17  | A      | Zinaida Sendriūtė    | Lituania      | 53.97 | x     | x     | 53.97  |      |
| 18  | A      | Sabina Asenjo        | Spagna        | 53.92 | x     | x     | 53.92  |      |
| 19  | B      | Tanja Komulainen     | Finlandia     | x     | 50.04 | 53.52 | 53.52  |      |
| 20  | A      | Irina Rodrigues      | Portogallo    | x     | 52.35 | 53.01 | 53.01  |      |
| 21  | A      | Sanna Kämäräinen     | Finlandia     | 50.70 | 51.97 | 52.21 | 52.21  |      |
| 22  | A      | Jade Nicholls        | Gran Bretagna | 49.46 | 50.38 | 51.75 | 51.75  |      |
| 23  | B      | Jitka Kubelová       | Rep. Ceca     | 47.28 | 50.49 | 51.71 | 51.71  |      |
| 24  | A      | Salome Rigishvili    | Georgia       | 45.71 | x     | 49.65 | 49.65  |      |
| 25  | A      | Kätlin Tõllasson     | Estonia       | 48.55 | x     | x     | 48.55  |      |

### Finale
| Pos | Atleta               | Nazione     | #1    | #2    | #3    | #4    | #5    | #6    | Misura | Note |
| --- | -------------------- | ----------- | ----- | ----- | ----- | ----- | ----- | ----- | ------ | ---- |
| 1   | Sandra Perković      | Croazia     | x     | x     | 67.62 | 62.93 | x     | 62.53 | 67.62  |      |
| 2   | Nadine Müller        | Germania    | 63.53 | 64.99 | 65.41 | x     | 62.03 | 64.01 | 65.41  |      |
| 3   | Natalya Semenova     | Ucraina     | x     | 61.03 | x     | 62.45 | 62.91 | 60.41 | 62.91  |      |
| 4   | Anna Rüh             | Germania    | 60.30 | 58.49 | x     | 59.83 | 62.65 | 59.43 | 62.65  |      |
| 5   | Julia Fischer        | Germania    | 55.17 | 59.45 | 60.24 | 61.11 | 62.10 | x     | 62.10  |      |
| 6   | Mélina Robert-Michon | Francia     | 58.70 | x     | x     | x     | 60.41 | 60.41 | 60.41  |      |
| 7   | Věra Cechlová        | Rep. Ceca   | 60.08 | x     | 57.58 | x     | x     | x     | 60.08  |      |
| 8   | Natalia Artîc        | Moldavia    | 57.83 | 58.64 | 54.26 | 55.04 | 57.38 | 57.73 | 58.64  |      |
| 9   | Dragana Tomašević    | Serbia      | x     | 57.24 | 58.34 |       |       |       | 58.34  |      |
| 10  | Joanna Wiśniewska    | Polonia     | 56.49 | 55.47 | 57.72 |       |       |       | 57.72  |      |
| 11  | Monique Jansen       | Paesi Bassi | 55.91 | 57.03 | x     |       |       |       | 57.03  |      |
| 12  | Tamara Apostolico    | Italia      | 56.15 | 55.90 | x     |       |       |       | 56.15  |      |